# Raphael
Miguel Rafael Martos Sánchez, művésznevén Raphael (Linares, Jaén tartomány, Andalúzia, Spanyolország, 1943. május 5.) spanyol énekes és színész. Több mint 60 éves pályafutása során vokális és színpadi képességei, előadásmódja folytán Spanyolország és az egész hispán világ egyik jelképévé vált.

## Élete

### Gyermekkor
1943. május 5-én, egy szerény család sarjaként látta meg a napvilágot az andalúziai Jaén tartomány Linares városában, mindenki csak úgy ismerte mint „El Niño”. Édesapja építőipari munkás volt, édesanyja háztartásbeli. Négyen voltak testvérek: Francisco (a legidősebb), Juan, ő, valamint José Manuel. Alig kilenc hónapos korában a család Madridba költözött.
Már gyermekkorától kezdve vonzódott az éneklés iránt, mivel édesanyja, Doña Rafaela, akinek nagyon szép hangja volt, otthon rendszeresen énekelt, így a kis Rafael is sokszor énekléssel töltötte a napot játék közben. A sors ekkor úgy hozta, hogy a madridi Iglesia de San Antonio templomi gyermekkórusának éppen egy vezető szólamosra volt szüksége, így kihasználva a lehetőséget, belépett a kórusba. Hiperaktív és haszontalan gyerek lévén sokszor eltanácsolták az általános iskolából, majd újra visszavették.
Kilencéves korában részt vett az iskola kórusával egy osztrák dalfesztiválon Salzburgban, ahol elnyerte az Európa legjobb gyermekhangja díjat. Néhány évvel később bekerült Francisco Gordillo mester zeneiskolájába azzal a célzattal, hogy zenei karriert csináljon.

### Az első sikerek
Francisco Gordillo pártfogása alatt kezdte meg hivatásos énekesi pályáját egy exkluzív szerződés aláírásával a Philips kiadóval (innen vette a „ph”-t művésznevében). Első sikerei a Te voy a contar mi vida, Llevan, A pesar de todo, Cada cual és az Inmensidad voltak.
Ekkor összeállt a szintén andalúz származású fiatal zongorista és zeneszerző Manuel Alejandróval, aki számos slágerének, többek között a Yo soy aquél, Cuando tú no estás, Digan lo que digan, Desde aquel día, Amor mío, Qué sabe nadie és az En carne viva szerzője.
Tizenhét évesen megnyerte a IV. Benidormi Spanyol Dalfesztivál (IV Festival Español de la Canción de Benidorm) „legjobb előadó” díját, és további helyezéseket is nyert a Llevan, Quisiera, Cada cual, A pesar de todo, No és Lazarillo című dalaiért.
Később, miután rövid időt töltött a francia Barclay kiadónál, amellyel 1963-ban felvett egy középlemezt, szintén exkluzív szerződést írt alá a spanyol Hispavox kiadóval.
Színészként rövid időre feltűnt a Las gemelas (1962) című filmben, ahol alig két dalt énekelt.

### Évek a csúcson
1966-ban készült az első filmje, amelynek főszereplője volt, a Cuando tú no estás Mario Camus rendezésével, majd az elkövetkező években további hét filmben szerepelt nagy nemzetközi sikerekkel még Oroszországban is.
A sikersorozat kezdeteként 1996. novemberben kétórás fergeteges koncertet adott Spanyolország és Hispano-Amerika részére a madridi Teatro de la Zarzuela színházban, ahol maximálisan kibontakoztatta vokális és előadási képességeit, átadva magát teljes mértékben a közönségnek.
Ezen időszak leghíresebb dalai között szerepelnek – a már említetteken kívül – a Yo no tengo a nadie, Poco a poco, Al ponerse el sol, Hablemos del amor, Mi gran noche, Cierro mis ojos, Huapango torero, Sandunga, Llorona; az utolsó három mexikói eredetűek.
1966-ban és 1967-ben Spanyolországot képviselte az Eurovíziós Dalfesztiválon a Yo soy aquél (Én vagyok az a bizonyos) és Hablemos del amor (Beszéljünk a szerelemről!) című slágereivel, amelyekkel 7. és 6. helyezéseket ért el, hozzájárulva nemzetközi karrierje kezdetéhez.
1968-ban Argentínában készült el a Digan lo que digan (Mondjanak amit akarnak) című film, amiben az énekes főszereplőként a saját dalait adta elő. Ekkoriban kezdett népszerűvé válni Latin-Amerikában is. 
Bekerült a spanyol rádióba és televízióba, ahol olyan show-kat vezetett, mint pl. az El mundo de Raphael, miközben karácsonyi műsorai idővel hagyománnyá váltak.
1970. október 25-én az amerikai CBS csatorna híres Ed Sullivan Showban tűnt fel, ahol spanyolul, angolul és olaszul énekelt élőben; néhány hónappal később ismét szerepelt a showban.
1972-ben saját kiadót alapított (Zzelesta), amely nem volt hosszú életű (lemezeit Spanyolországban szintén az Hispavox forgalmazta), valamint nemzetközi szerződést írt alá a Parnaso Recordsszal.
Ugyanebben az évben, július 14-én összeházasodott Natalia Figueroa újságírónővel. Az esküvőt az olaszországi Velencében tartották a sajtóroham elkerülése végett. A házasságból három gyermekük született: Jacobo, Alejandra és Manuel, akikre Raphael mindig úgy utal, hogy „Ők voltak a legjobb koncertjeim”.
Szintén bekerül a telenovella világába a mexikói Donde termina el camino című produkcióval, amelyet 1978 tavaszán sugároztak Mexikóban, majd Dél-Amerika országaiban, többek között Peruban és Chilében.
Az 1980-as évek elején olyan dalokat vett fel mint Qué sabe nadie, ¿Qué tal te va sin mí?, Como yo te amo, En carne viva, Estar enamorado. 1984-ben először vett fel albumot José Luis Perales szerzeményeivel mint az Ámame, Yo sigo siendo aquél, Estoy llorando hoy por ti.
Később belépett a CBS Columbia kiadóhoz (ma Sony Music), ahol Roberto Livi szerzeményeivel folytatta karrierjét, mint Toco madera és Maravilloso corazón. Az 1990-es évek elején nagy sikerré vált az Escándalo című dala (Willy Chirino szerzeménye) számos országban, sőt, Japánban a slágerlisták élére került.
A 90-es évek végén, miután volt a PolyGram kiadónál is, az EMI-hoz tért vissza (amely jelenleg az Hispavox tulajdonosa).
1998-ban publikálta emlékeinek első részét ¿Y mañana qué? címen, amely gyermekkorától kezdve a házassági korszakát öleli fel.
2000-ben a színházban is feltűnik a Dr. Jekyll és Mr. Hyde című darabban, amelyben hét hónapig szerepelt.

## Az uránlemez
1982-ben uránlemezt kapott Raphael: ayer, hoy y siempre című, legnagyobb slágereit tömörítő dupla válogatásalbumáért, abból az alkalomból, hogy 50 millió példány kelt el az addig megjelent lemezeiből. Mivel az énekes ekkora már több arany- és platinalemezzel rendelkezett, e külön kategóriát kifejezetten e mennyiség elismerésére hozták létre. Jelenleg ő az egyetlen spanyol nyelvű énekes, aki uránlemezzel rendelkezik. (Az angolszász zenében Michael Jackson kapott még ilyet.)

## Diszkográfia
Pályafutása során számos kislemeze, középlemeze, nagylemeze, valamint válogatásalbuma és jótékonysági lemeze megjelent, közülük néhányat csak egy-egy országban adtak ki.
- Raphaël! (Tú, Cupido, etc.) (EP, Philips/Universal Music, 1962)
- Llevan (Raphaël en Benidorm) (EP, Philips/Universal Music, 1962)
- Quisiera (Raphaël en Benidorm) (EP Philips/Universal Music, 1962)
- Cuando calienta el sol (EP, Philips/Universal Music, 1963)
- Raphael (Tu conciencia) (EP, Barclay, 1963)
- Raphael (Ma Vie, etc.) (nagylemez, EMI, 1965)
- Dis-moi Lequel (franciául) (EP, Vogue (Franciaország), 1966)
- Canta (Cuando tú no estás-soundtrack) (nagylemez, EMI, 1966)
- Yo soy aquél / Ti amo tanto (olaszul) (kislemez, Derby (Olaszország), 1967)
- Al ponerse el sol (soundtrack) (nagylemez, EMI, 1967)
- Please, Speak to Me of Love / While I Live (angolul) (kislemez, Columbia (UK), 1967)
- Digan lo que digan (soundtrack) (nagylemez, EMI, 1967)
- Nocturne (franciául) (EP, EMI, 1967)
- El golfo (soundtrack) (nagylemez, EMI, 1968)
- El barco del amor (EP az ENSZ éhezés elleni kampányára, 1969)
- Ave Maria / Please, Keep Loving Me (angolul) (kislemez, Columbia (UK) 1969)
- Huapango torero (EP, EMI México, 1969)
- El ángel (soundtrack) (EP, EMI, 1969)
- El ángel (nagylemez, Orion/Ifesa, Ecuador, 1969)
- Raphael (válogatásalbum, 1969)
- Aquí! (nagylemez, EMI, 1969)
- Live at the Talk of the Town (nagylemez, EMI, 1970)
- Aleluya (nagylemez, EMI, 1970)
- Gelosía (olaszul is) (kislemez, 1970)
- Show Us the Way / Maybe (angolul) (kislemez, U. Art’s (USA), 1970)
- Wie ein Bajazzo / Luciana (németül) (kislemez, Polydor, Németország, 1970)
- Halleluja / Natascha (németül) (kislemez, Polydor, Németország, 1970)
- Chissà, Chissà / Non è vero niente (olaszul) (kislemez, EMI Olaszország, 1970)
- Sirocco (németül) (kislemez, Németország, 1970)
- Algo más (nagylemez, Hispavox, 1971
- Háblame de amor (Universal Music, 1971)
- Volveré a nacer (nagylemez, EMI 1972)
- Le llaman Jesús! (nagylemez, EMI, 1973)
- Israel / I Can’t Remember (kislemez, Zzelesta (USA), 1973)
- From Here On (angolul) (nagylemez, Zzelesta/Parnaso (USA), 1973)
- Raphaël! (Ven conmigo, etc.) (nagylemez, Zzelesta/EMI, 1974
- Raphaël! (Dama, Dama, etc.) (nagylemez, Zzelesta/Parnaso (Amerika), 1974)
- Qué dirán de mí (nagylemez, Parnaso (Amerika), 1974)
- Sombras / Vasija De Barro / etc. (EP, Orion (Ecuador), 1974)
- Amor mío (nagylemez, Zzelesta/EMI, 1974)
- Amor mío (japánul) (kislemez, Columbia Nippon, Japán, 1974)
- No eches la culpa al gitano (jótékonysági album, UNICEF/EMI, 1974)
- Recital Hispanoamericano (Los Gemelos) (nagylemez, EMI, 1975)
- Con el sol de la mañana (nagylemez, EMI, 1976)
- Raphael canta… (boleros) (nagylemez, EMI, 1976)
- El cantor (nagylemez, EMI, 1977)
- Juro que nunca volveré / Con todo y mi tristeza (kislemez, EMI México, 1978)
- Una forma muy mía de amar (nagylemez, EMI, 1978)
- Y… sigo mi camino (nagylemez, EMI, 1980)
- Vivo Live Direct (20. évforduló) (dupla nagylemez, EMI, 1980)
- En carne viva (nagylemez, EMI, 1981)
- Enamorado de la vida (nagylemez, EMI, 1983)
- Eternamente tuyo (nagylemez, EMI, 1984)
- Yo sigo siendo aquél (25. évforduló) (nagylemez, EMI, 1985)
- Toda una vida (nagylemez, EMI, 1986)
- Las apariencias engañan (nagylemez, Sony BMG, 1988)
- Maravilloso corazón (nagylemez, Epic/Sony BMG, 1989)
- Andaluz (nagylemez, Epic/Sony BMG, 1990)
- Ave Fénix (nagylemez, Epic/Sony BMG, 1992)
- Fantasía (nagylemez, Sony BMG, 1994)
- Desde el fondo de mi alma (nagylemez, Epic/Sony BMG, 1994)
- Punto y seguido (nagylemez, Universal Music (Spanyolország), 1997)
- Vete (duettalbum, Polydor/Universal 1997)
- Jekyll & Hyde (album, Pygmalion/EMI, 2001)
- Maldito Raphael (nagylemez, EMI, 2001)
- De vuelta (nagylemez, EMI, 2003)
- Vuelve por Navidad (nagylemez, EMI, 2004)
- A que no te vas (nagylemez Rocío Juradóval, 2006)
- Cerca de ti (nagylemez és DVD, EMI, 2006)
- Maravilloso Raphael (dupla CD és DVD, EMI/Sony/BMG/RTVE, 2007)
- Raphael 50 años después (2008)

## Stílusa
Raphael előadásmódját többek között az teszi egyedivé, hogy – spanyol származása ellenére – dalait már karrierje kezdetétől fogva latin-amerikai nyelvjárásban énekli. A spanyolok ezt azzal magyarázzák, hogy az 1960-as években divatos volt az énekesek körében egyéni stíluselemeket belevinni az előadásmódba, ezen felül az énekest erős kötődés fűzi Latin-Amerikához és Mexikóhoz, ahogy ez a diszkográfiájából is kiderül.

## Fordítás
- Ez a szócikk részben vagy egészben a Raphael (cantante) című spanyol Wikipédia-szócikk fordításán alapul.  Az eredeti cikk szerkesztőit annak laptörténete sorolja fel. Ez a jelzés csupán a megfogalmazás eredetét és a szerzői jogokat jelzi, nem szolgál a cikkben szereplő információk forrásmegjelöléseként.

## Külső hivatkozások
- Hivatalos weboldal
- Hivatalos rajongói oldal
- Raphaelsite.com
- Raphaelista.com
- Viva-Raphael.com
- MyRaphael.com (orosz)
- Escándalo videóklip (YouTube)